# Bronisław Baczko
Bronislaw Baczko (en polaco: Bronisław Baczko, Varsovia, Polonia, 13 de junio de 1924-Ginebra, Suiza, 29 de agosto de 2016) fue un filósofo, profesor e historiador de las ideas francopolaco que trabajó fundamentalmente sobre la Ilustración francesa y la idea de utopía.

## Biografía
Baczko se licenció en letras en la capital de Polonia, en 1953; a continuación, hizo el doctorado. Fue profesor del departamento de filosofía de la Universidad de Varsovia, 1952-1968. Publicó en 1961, en polaco, una reflexión sobre la filosofía francesa de ese momento; y escribió un Rousseau, en 1964. Más tarde, en 1967, escribió sobre la filosofía polaca, sin olvidar sus aspectos sociológicos. Fue expulsado de la cátedra por motivos políticos.
Emigró a Francia, estuvo como profesor asociado en la Facultad de Letras de Clermont Ferrand, entre 1969-1973, como historiador de mentalidades. Trabajó en la Escuela de Altos Estudios (EHESS) de París. Trabajó posteriormente en la Universidad de Ginebra, 1974-1977, de donde fue a continuación profesor ordinario, 1977-1989. Estuvo como invitado por el Collège de France en 1990.
En la Varsovia de su juventud, dominaba el pensamiento de una gran generación de intelectuales, de orientación marxista, como Leszek Kołakowski, Adam Schaff y Tadeusz Kroński. Tras emigrar a Francia, buena parte de la obra de Bronislaw Baczko se verá traducida en francés; y, luego, ha sido originariamente publicada en esta lengua. 
Participa en numerosos encuentros europeos sobre el siglo de las Luces, y está reconocido como una figura mayor de los estudios sobre las ideas del siglo XVIII: Lumières de l'utopie, Job, mon ami. Promesse du bonheur et fatalité du mal lo revelan. Analizó los efectos la Revolución francesa, Comment sortir de la terreur, y más ampliamente las relaciones de la utopía con los ecos de la Ilustración. 
En 2011 recibió el Premio Balzan.

## Libros

### En polaco
- Filozofia francuskiego oświecenia, Varsovia, Wydawnictwo Naukowe PWN 1961.
- Rousseau: samotność i wspólnota, Varsovia, Wydawnictwo Naukowe PWN 1964.
- Filozofia i socjologia XX wieku, t. 1-2, Varsovia, Wiedza Powszechna 1965.
- Człowiek i światopoglądy, Varsovia, Wydawnictwo Naukowe PWN 1965.
- Filozofia polska, Varsovia, Wiedza Powszechna 1967.
- Wyobrażenia społeczne: szkice o nadziei i pamięci zbiorowej, tr. del francés, Varsovia, Wydawnictwo Naukowe PWN 1994.
- Hiob, mój przyjaciel: obietnice szczęścia i nieuchronność zła, tr. del francés, Varsovia, Wydawnictwo Naukowe PWN 2001.
- Jak wyjść z Terroru: Termidor a Rewolucja, tr. del francés, Gdańsk, 2005.

### En francés
- Rousseau, solitude et communauté, Mouton, 1974.[3][4]
- Lumières de l'utopie, Payot, 1978 (y 2001). ISBN 2-228-89502-4[5][6][7]
- Une éducation pour la démocratie, Garnier, 1982, textos comentados.[8][9]
- Les imaginaires sociaux. Mémoires et espoirs collectifs, Payot, 1984. Tr.: Los imaginarios sociales. Memorias y esperanzas colectivas, Buenos Aires, Nueva Visión, 1991 ISBN 950-6022247.
- Comment sortir de la terreur. Thermidor et la Révolution, Gallimard, 1989.[10][11][12]
- Job, mon ami. Promesse du bonheur et fatalité du mal, Gallimard, 1997.
- Politiques de la Révolution française, Gallimard, París, 2008.[13][14]

## Estudios
- Michel Porret y François Rosset (eds.), Le jardin de l'esprit. Textes offerts à B. Baczko, Ginebra, Droz, 1995, con una aportación entre otros de Jean Starobinski.